# Torre (Godelleta)
La Torre de Godelleta es troba en el nucli urbà, a la plaça de l'Església, al municipi del mateix nom, a la comarca de la Foia de Bunyol de la província de València.
La placa identificativa del monument, instal·lada per l'ajuntament, la data entre els segles  XI i  XIII.
Es troba catalogada com a Bé d'interès cultural segons consta a la Direcció General de Patrimoni Cultural de la Conselleria de Turisme, Cultura i Esport de la Generalitat Valenciana, amb número d'anotació ministerial: RI-51-0010638 i data d'anotació 28 de maig de 2001.

## Descripció
La Torre té planta quadrangular i merlets. La seva fàbrica és de maons i maçoneria (pedra i argamassa). Té una alçada aproximada d'uns divuit metres i tenia dos pisos. A l'interior hi ha una sèrie de sortints adossats a les parets que són restes de l'escala que servia per accedir a les finestres i als merlets a l'hora de prevenir possibles invasions. La planta baixa servia per a magatzem. La porta d'accés es troba a la primera planta elevada sobre el sòl, s'arriba a la porta des del recinte de defensa adossat. La segona i tercera plantes són cambres amb sostres de fusta i la cinquena forma la terrassa defensiva emmerletada.